# CDMA2000
CDMA2000 − jest hybrydą 2.5G / 3G, odmiana systemu CDMA, zgłoszonego przez amerykański komitet standaryzacyjny T1P1, a rozwijany przez organizację 3GPP2 (3rd Generation Partnership Project 2). System ten może pracować w bardzo szerokim zakresie częstotliwości, korzysta on zarówno z pasm dotychczas wykorzystywanych przez systemy komórkowe (450, 800, 1700, 1900 MHz) jak również z częstotliwości przeznaczonych dla systemów trzeciej generacji.
System CDMA2000 jest systemem synchronicznym, synchronizowanym z czasem UTC. Do synchronizacji najczęściej wykorzystuje satelitarny system GPS. Synchronizacja sygnałów emitowanych przez wszystkie stacje bazowe ułatwia realizację procedur systemowych: przenoszenia połączeń, wyznaczania lokalizacji terminali. 
W systemie tym zdefiniowano kilka rozmiarów ramek:
- ramka podstawowa o długości 20 ms
- ramka o długości 5 ms, służy do transmisji sygnalizacji systemowych,
- ramki o długości 40 i 80 ms przeznaczone są do transmisji danych użytkownika.

W systemie CDMA2000 stosowana jest regulacja mocy nadajników stacji ruchomych i bazowych w pętlach: zamkniętej i otwartej, częstość transmisji regulacji wynosi 800 razy na sekundę. W systemie tym nie zdefiniowano kanałów transportowych, a ich rolę przejęły kanały logiczne.
Pierwsza faza CDMA2000 została oznaczona symbolem CDMA2000 1x  jest rozszerzeniem istniejącego standardu IS-95B i pozwala ona na podwojenie pojemności systemu a także zwiększenie szybkości danych do 614 kbit/s. System CDMA2000 1xEV to druga faza i jest dalszym wzbogaceniem CDMA2000 1x. System  ten ma technologię szybkiej transmisji danych HDR (High Data Rate) pozwala na transmisje do 2,4 Mbit/s. System CDMA2000 3x to ostateczny etap systemu CDMA2000.
System CDMA2000 został zaprojektowany dla następujących środowisk:
- megakomórki w środowisku zewnętrznym − promień komórki większy od 35 km,
- makrokomórki w środowisku zewnętrznym − promień komórki od 1 km do 35 km,
- mikrokomórki w środowisku zewnętrznym i wewnątrz pomieszczeń − promień komórki do 1 km,
- pikokomórki w środowisku zewnętrznym i wewnątrz pomieszczeń − promień komórki do 50 m,
- bezprzewodowych pętlach abonenckich.

Podstawowe parametry systemu CDMA2000
| Parametry                    | CDMA2000 1x | CDMA2000 3x |
| ---------------------------- | --- | --- |
| szerokość pasma kanału       | 1,25 MHz | 3 × 1,25 MHz |
| kanał radiowy „w dół” (DL)   | rozproszenie bezpośrednie ciągiem pseudolosowym (DS)                                                                                       | kilka nośnych, DS na każdej z nich |
| kanał radiowy „w górę” (UL)  | rozproszenie bezpośrednie ciągiem pseudolosowym (DS)                                                                                       | rozproszenie bezpośrednie ciągiem pseudolosowym (DS)                                                                                       |
| szybkość chipów              | 1,2288 (DL) 1,2288 (UL) | 1,2288 Mchip/s/nośną (DL) 3,6864 Mchip/s (UL)                                                                                              |
| długość ramki                | 20 ms, opcja 5 ms dla pakietów sygnalizacyjnych                                                                                            | 20 ms, opcja 5 ms dla pakietów sygnalizacyjnych                                                                                            |
| taktowanie                   | synchroniczne uzyskane z systemu GPS | synchroniczne uzyskane z systemu GPS |
| kodowanie kanałowe           | kodowanie splotowe, turbokodowanie lub brak                                                                                                | kodowanie splotowe, turbokodowanie lub brak                                                                                                |
| modulacja                    | QPSK | QPSK |
| detekcja                     | UL: koherentna, sekwencja pilota multipleksowana z bitami sterowania mocą DL: koherentna, wspólny kanał pilota i kanał pilota pomocniczego | UL: koherentna, sekwencja pilota multipleksowana z bitami sterowania mocą DL: koherentna, wspólny kanał pilota i kanał pilota pomocniczego |
| wspólczynniki rozproszenia   | 4÷256 | 4÷256 |
| rozproszenie w łączu „w dół” | sekwencja Walsha o zmiennej długości, m-ciąg o długości {\displaystyle 2^{15}}                                                             | sekwencja Walsha o zmiennej długości, m-ciąg o długości {\displaystyle 2^{15}}                                                             |
| rozproszenie łącza „w górę”  | sekwencja Walsha o zmiennej długości kod przydziału kanału, m-ciąg o długości {\displaystyle 2^{41}-1}                                     | sekwencja Walsha o zmiennej długości kod przydziału kanału, m-ciąg o długości {\displaystyle 2^{41}-1}                                     |
| przenoszenie połączenia      | miękkie oraz pomiędzy częstotliwościami | miękkie oraz pomiędzy częstotliwościami |
| sterowanie mocą              | pętla otwarta i szybka pętla zamknięta (800 Hz)                                                                                            | pętla otwarta i szybka pętla zamknięta (800 Hz)                                                                                            |

## Wersje systemu
System CDMA2000 został opracowany w kilku wersjach:
- CDMA2000-1X
- CDMA2000-1xEV-DO
- CDMA2000-1xEV-DV
- CDMA2000-3X